# Ensdorf (Bawaria)

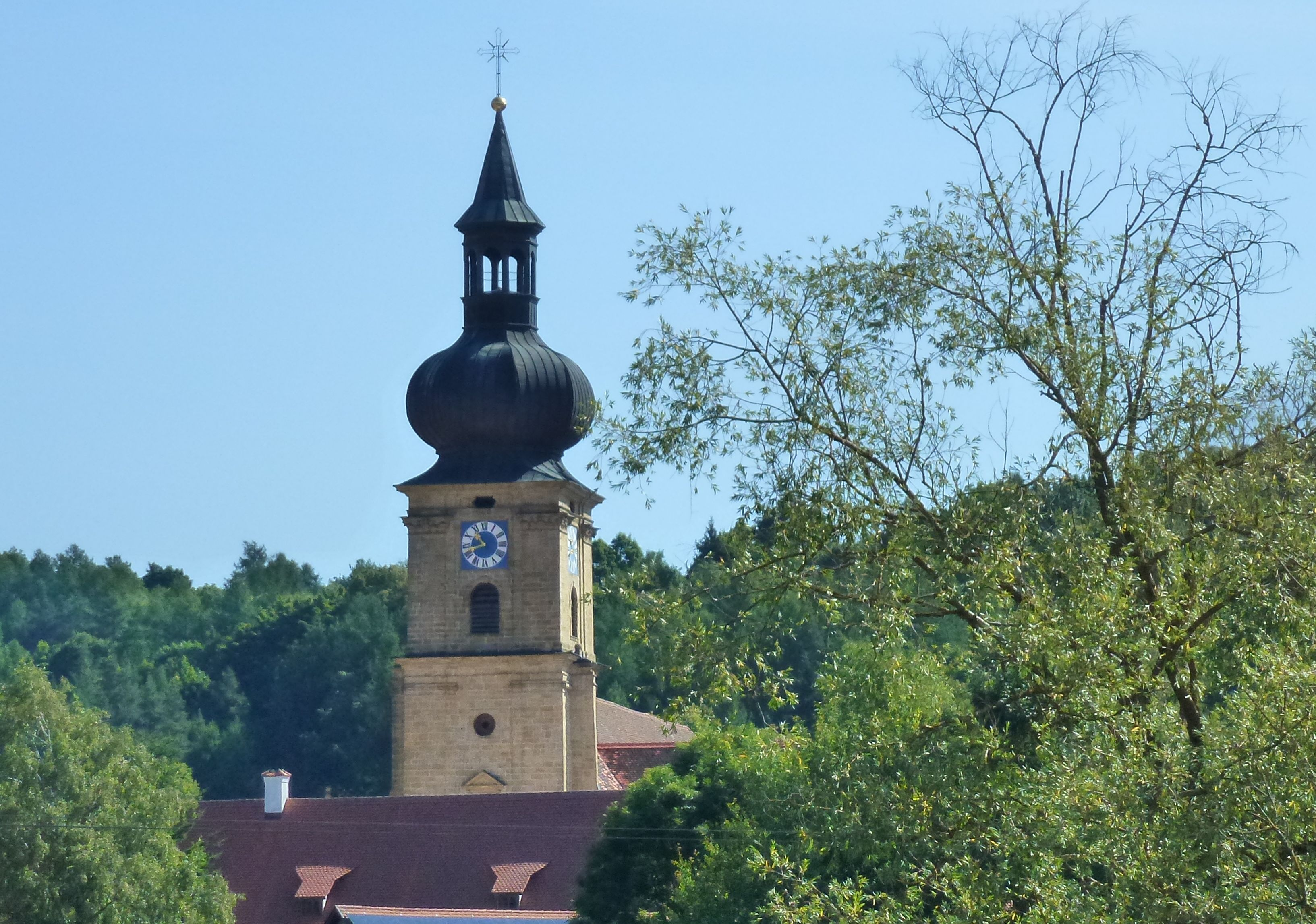
Kościół pw. św. Jakuba (St. Jakob)

Ensdorf – miejscowość i gmina w Niemczech, w kraju związkowym Bawaria, w rejencji Górny Palatynat, w regionie Oberpfalz-Nord, w powiecie Amberg-Sulzbach. Leży około 14 km na południowy wschód od Amberga, nad rzeką Vils.
W związku z rozwiązaniem 1 września 2015 obszaru wolnego administracyjnie Hirschwald, 12,5 km² włączono do gminy. Jednocześnie z gminy Ursensollen włączono 0,7 km², z gminy Rieden 4473 m², a z gminy Kümmersbruck włączono 1180 m² i do tej ostatniej przyłączono jednocześnie 138 866 m².

## Dzielnice
W skład gminy wchodzą następujące dzielnice: Ensdorf, Garsdorf, Taubenbacher Forst, Thanheim, Wolfsbach.

## Demografia
| Rok  | Liczba mieszk. |
| ---- | -------------- |
| 1970 | 1 902          |
| 1987 | 1 934          |
| 2000 | 2 222          |
| 2005 | 2 278          |

## Współpraca
- Ensdorf, Saara